# Виишоара (Виишоара)
Виишоара (рум. Viişoara) насеље је у Румунији у округу Васлуј у општини Виишоара. Oпштина се налази на надморској висини од 253 m.

## Становништво
Према подацима из 2002. године у насељу је живело 3923 становника, од којих су сви румунске националности.

### Хронологија
| Година       | 1992 | 1993 | 1994 | 1995 | 1996 | 1997 | 1998 | 1999 | 2000 | 2001 | 2002 | 2003 | 2004 | 2005 | 2006 | 2007 | 2008 | 2009 | 2010 | 2011 | 2012 | 2013 | 2014 | 2015 | 2016 | 2017 |
| ------------ | ---- | ---- | ---- | ---- | ---- | ---- | ---- | ---- | ---- | ---- | ---- | ---- | ---- | ---- | ---- | ---- | ---- | ---- | ---- | ---- | ---- | ---- | ---- | ---- | ---- | ---- |
| Становништво | 4432 | 4374 | 4314 | 4268 | 4219 | 4204 | 4174 | 4121 | 4120 | 4112 | 4113 | 4071 | 2265 | 2229 | 2194 | 2154 | 2124 | 2070 | 2035 | 1973 | 1926 | 1888 | 1869 | 1837 | 1806 | 1772 |